# هيروتاكا أوتشيزونو
هيروتاكا أوتشيزونو (باليابانية: 内薗 大貴) (27 أبريل 1987 في كاغوشيما في اليابان – )؛ هو لاعب كرة قدم ياباني سابق كان يلعب كلاعب وسط.

## وصلات خارجية
- هيروتاكا أوتشيزونو على موقع رابطة كرة القدم اليابانية للمحترفين (اليابانية)
- هيروتاكا أوتشيزونو على موقع قاعدة بيانات كرة القدم.إي يو (الإنجليزية)
- هيروتاكا أوتشيزونو على موقع Soccerway.com (الإنجليزية)